# Karl Dietrich Bracher
Karl Dietrich Bracher (13 de març de 1922, Stuttgart) és un politòleg i historiador alemany, considerat autoritat a la República de Weimar i a l'Alemanya nazi.

## Biografia
Bracher obtingué un doctorat en literatura antiga a la Universitat de Tübingen el 1948, després del qual cursà estudis a la Universitat Harvard entre el 1949 i el 1950. Durant la Segona Guerra Mundial serví a la Wehrmacht i fou capturat per l'exèrcit dels Estats Units el 1943. Fou professor a la Universitat Lliure de Berlín entre el 1950 i el 1958 i de la Universitat de Bonn a partir del 1959.

## Investigacions
Bracher es preocupà sobretot pels problemes de la preservació i desenvolupament de la democràcia. La considera com una institució fràgil, que només pot garantir-se per la implicació dels ciutadans. La seva obra del 1955 Die Auflösung der Weimarer Republik (La Desintegració de la República de Weimar) és la més divulgada sobre les seves tesis, hi atribueix la caiguda de la democràcia alemanya no al Sonderweg (un suposat «curs particular» del desenvolupament històric alemany), o a cap altra força impersonal, sinó a l'acció de l'home que es desenvolupa segons una elecció conscient. Bracher defensa la consideració de l'Alemanya nazi com un règim totalitari.
Bracher ha criticat sovint la interpretació pròpia del funcionalisme i de l'estructuralisme (autors com Martin Broszat o Hans Mommsen) sobre el Tercer Reich i la seva visió de Hitler com un «dictador feble». A la visió de Bracher, Hitler era el «capità del Tercer Reich». Pel que fa a la gènesi de l'Holocaust, és un ferm partidari de la hipòtesi intencionalista: el conjunt del projecte genocida sobre els jueus d'Europa resultà de l'odi antisemita del propi Adolf Hitler.
Bracher estima que el totalitarisme, sigui d'esquerra o de dreta, és l'amenaça principal contra la democràcia al món, i sosté que les diferències entre la Unió Soviètica i l'Alemanya nazi són de grau, no de natura. Bracher s'oposa a l'ús del concepte genèric de feixisme per a la qualificació de la dictadura nazi.
Declaradament pro-americà, és un dels pocs professors alemanys que donen suport plenament a la política exterior dels Estats Units durant la Guerra Freda. Als anys seixanta i setanta, atacà sovint els intel·lectuals d'esquerra (en particular la denominada nova esquerra) que comparava la guerra del Vietnam amb el nazisme. Per a Bracher, aquesta comparació era alhora una banalització absurda dels crims nazis i una temptativa sinistra de fer avançar la causa del comunisme.

## Obres
- Geschichte als Erfahrung: Betrachtungen zum 20. Jahrhundert. DVA, Stuttgart 2001, ISBN 3-421-05444-4
- Wendezeiten der Geschichte. DVA, Stuttgart 1992. ISBN 3-421-06550-0
- Verfall und Fortschritt im Denken der frühen römischen Kaiserzeit. Dissertation, Tübinger Hochschulschrift 1948. Neuauflage Böhlau, Viena 1987
- Die totalitäre Erfahrung. Piper, Múnic 1987. ISBN 3-492-03066-1
- La Dictature allemande, Privat, coll. « Bibliothèque historique Privat », 1986, 681 p.
- The Age of Ideologies: A History of Political Thought in the 20th Century, Palgrave Macmillan, 1984, 305 pp.
- Nationalsozialistische Diktatur 1933 - 1945 : eine Bilanz. Karl Dietrich Bracher ... (ed.) Droste Düsseldorf 1983, ISBN 3-7700-0630-5
- Zeit der Ideologien. Eine Geschichte politischen Denkens im 20. Jahrhundert. DVA, Stuttgart 1982
- Geschichte und Gewalt: zur Politik im 20. Jahrhundert. Severin und Siedler, Berlín 1981, ISBN 3-88680-024-5
- Die Krise Europas 1917-1975. Propyläen-Geschichte Europas. Vol. 6, Karl Dietrich Bracher. Con Jürgen Brockstedt, Frankfurt 1976, ISBN 3-549-05796-2
- Zeitgeschichtliche Kontroversen um Faschismus, Totalitarismus, Demokratie. Piper, Múnic 1976 ISBN 3-492-00442-3. Weitere Auflagen
- The German Dictatorship: The Origins, Structure and Effects of National Socialism, Holt Rinehart & Winston, 1972
- Das Deutsche Dilemma: Leidenswege der politischen Emanzipation. Múnic 1971, ISBN 3-492-01923-4
- Die deutsche Diktatur: Entstehung, Struktur, Folgen des Nationalsozialismus. Colonia 1969. Zahlreiche weitere Auflagen. Die Ullstein-Taschenbuchausgabe Berlin 1997 hat die ISBN 3-548-26501-4
- Deutschland zwischen Demokratie und Diktatur: Beiträge z. neueren Politik u. Geschichte. Múnic 1964
- Adolf Hitler, in der Reihe Archiv der Weltgeschichte, Scherz, Berna/Munic/Viena 1964
- Die nationalsozialistische Machtergreifung: Studien z. Errichtung d. totalitären Herrschaftssystems in Deutschland 1933/34. Karl Dietrich Bracher; Wolfgang Sauer; Gerhard Schulz, Colonia 1960
- Nationalsozialistische Machtergreifung und Reichskonkordat. Ein Gutachten zur Frage des geschichtlichen Zusammenhangs und der politischen Verknüpfung von Reichskonkordat und nationalsozialistischen Revolution. Hessische Landesregierung, Wiesbaden 1956
- Das Gewissen steht auf. 64 Lebensbilder aus dem deutschen Widerstand 1933–1945. Ed. Annedore Leber, gesammelt von Annedore Leber in Zusammenarbeit con Willy Brandt, Karl-Dietrich Bracher. Mosaik Verlag, Frankfurt 1954 weitere Auflagen u.a. Hase & Koehler, Mainz 1984 (Neuaufl.) ISBN 3-775-81064-1
- Die Auflösung der Weimarer Republik. Eine Studie zum Problem des Machtverfalls in der Demokratie. Mit e. Einl. von Hans Herzfeld. Ring-Verlag, Stuttgart 1955. Viele weitere Auflagen. Eine Lizenzausgabe als Taschenbuch des Droste Verlages von 1977 hat die ISBN Nummer 3-7610-7216-3